# Paul-Henri Spaak
Paul-Henri Spaak (Schaerbeek, 25 de janeiro de 1899 — Braine-l'Alleud, 31 de julho de 1972) foi um político da Bélgica. Ocupou o lugar de primeiro-ministro da Bélgica. Foi o primeiro Presidente do Parlamento Europeu. Junto com Robert Schuman, Alcide De Gasperi e Konrad Adenauer, ele foi um líder na formação das instituições que evoluíram para a União Europeia.

## Carreira
Membro da influente família Spaak, serviu brevemente na Primeira Guerra Mundial antes de ser capturado e ganhou destaque após a guerra como jogador de tênis e advogado, tornando-se famoso por sua defesa de alto perfil de um estudante italiano acusado de tentar assassinar o príncipe herdeiro da Itália em 1929. Socialista convicto, Spaak entrou na política em 1932 pelo Partido dos Trabalhadores Belga (mais tarde Partido Socialista Belga) e ganhou sua primeira pasta ministerial no governo de Paul Van Zeeland em 1935. Ele se tornou o primeiro-ministro da Bélgica em 1938 e ocupou o cargo até 1939. Durante a Segunda Guerra Mundial, atuou como Ministro das Relações Exteriores no governo belga no exílio sob Hubert Pierlot, onde negociou a fundação da União Aduaneira do Benelux com os governos da Holanda e Luxemburgo. Após a guerra, ele recuperou duas vezes o cargo de primeiro-ministro, primeiro por menos de um mês em março de 1946 e novamente entre 1947 e 1949. Ele ocupou várias outras pastas ministeriais belgas até 1966. Foi Ministro das Relações Exteriores da Bélgica por 18 anos entre 1939 e 1966.
Spaak, um defensor convicto do multilateralismo, tornou-se internacionalmente famoso por seu apoio à cooperação internacional. Em 1945, foi escolhido para presidir a primeira sessão da Assembleia Geral das novas Nações Unidas. Defensor de longa data da integração europeia, Spaak foi um dos primeiros defensores da união aduaneira e negociou o acordo do Benelux em 1944. Foi o primeiro presidente da Assembleia Consultiva do Conselho da Europa entre 1949 e 1950 e tornou-se o primeiro Presidente da Comunidade Europeia do Carvão e do Aço (CECA) entre 1952 e 1954. Em 1955, foi nomeado para o chamado Comité Spaak que estudava a possibilidade de um mercado comum na Europa e desempenhou um papel influente na preparação do Tratado de Roma de 1957, que instituiu a Comunidade Económica Europeia (CEE). Ele recebeu o Prêmio Carlos Magno no mesmo ano. Entre 1957 e 1961, ele serviu como segundo Secretário-Geral da OTAN.

Aposentando-se da política belga em 1966, Spaak morreu em 1972. Ele continua a ser uma figura influente na política europeia e seu nome é levado, entre outras coisas, por uma fundação de caridade, um dos edifícios do Parlamento Europeu e um método de negociação.